# Циган (фільм, 1975)
«Циган» (фр. Le Gitan) — кінофільм, кримінальна драма режисера Хосе Джованні, що вийшов у Франції в 1975 році.

## Сюжет
Х'юго Сеннарт, французький циган, розшукується поліцією за крадіжку. Комісар, який розслідує цю справу, також шукає злодія дорогоцінностей Яна Кука, чия дружина померла при доволі дивних обставинах, відразу після крадіжки. Цигану потрібно звести пару рахунків і провернути ще одну невелику справу, перш ніж піти в тінь. Випадково, його дорога перетинається з Яном, який переховується в готелі своєї колишньої коханки Ніни. Х'юго живе за кодексом честі, що деколи змушує його ризикувати, тому що він ненавидить тих, хто ставиться до людей гірше, ніж до собак. Поліція уже близько. Чи існує честь у злодіїв?

## У ролях
- Ален Делон — циган Х'юго Сеннар
- Анні Жирардо — Ніні
- Поль Мьорісс — Ян Кук
- Ренато Сальваторі — Жо Боксер
- Борис Барьє — Жак Ельман
- Марсель Боззюффі
- Бернар Жиродо — Інспектор морів
- Моріс Міро
- Ніколя Фогель
- Мішель Фортен
- Жак Ріспаль
- Маріо Давид
- Марк Ейро
- Габріель Бріан
- Альбер Ольже

## Технічні дані
- Кольоровий, звуковий (моно)
- Прем'єра: 5 грудня 1975 року (Франція)